# Lychas mjobergi
Espèce
Lychas mjobergi est une espèce de scorpions de la famille des Buthidae.

## Distribution
Cette espèce est endémique du Kimberley en Australie-Occidentale.

## Description
Le tronc de la femelle holotype mesure 13,5 mm et la queue 22 mm.
La femelle lectotype mesure 32,4 mm.

## Étymologie
Cette espèce est nommée en l'honneur d'Eric Georg Mjöberg.

## Publication originale
- Kraepelin, 1916 : « Results of Dr. E. Mjoberg's Swedish scientific expeditions to Australia 1910-1913. 4. Scolopendriden und Skorpione. » Arkiv for Zoologi, Stockholm, vol. 10, no 2, p. 1-43 (texte intégral).